# Henry Flagler
Henry Flagler (Hopewell, 2 gennaio 1830 – Palm Beach, 20 maggio 1913) è stato un imprenditore statunitense.

## Biografia
Fu un industriale e fondatore della Standard Oil. Ha contribuito in modo decisivo allo sviluppo dello stato della Florida, avendo costruito la prima ferrovia dello stato. È considerato uno dei padri fondatori di Miami e Palm Beach.